# Газинвестбанк
Газинвестбанк (ОАО КБ «Газинвестбанк») — российский коммерческий банк. Основан в 1995.
Газинвестбанк учрежден крупнейшими предприятиями Тульской области («Тулаоблгаз», «Тулаэнерго», «Туланефтепродукт» и другие) и компанией «Мострансгаз» в 1995. Назывался тогда АКБ «Тульский Региональный банк».
С 1996 контрольный пакет банка перешёл в собственность Внешторгбанка. С 2001 банк стал специализироваться на проведении расчётов по поставкам газа в Москву и Московскую область, поэтому был переведён в Москву и получил новое название.
Основным акционером банка сегодня является ЗАО «Еврогазинвест», участвующее в разработке новых технологий совместно с ОАО «Газпром». Также занимается оптовыми поставками металлопродукции и освоением новых газоконденсатных месторождений.
Банк обслуживает компании федерального значения (предприятия газодобывающей и газоперерабатывающей отрасли, в том числе ООО «Газпром добыча Ямбург», ОАО «Уренгойдорстрой», ООО «Строительный трест „Заполяргазстрой“») а также предприятия малого и среднего бизнеса.
Был аккредитован при ОАО «Газпром» в качестве уполномоченного банка.
На общем собрании акционеров 2 июня 2006 года уставный капитал увеличен с 274,8 млн руб. до 500 млн руб.
Приказом Банка России от 3 декабря 2008 года № ОД-916 у «Газинвестбанка» была отозвана лицензия на осуществление банковских операций. Причинами отзыва стали установление фактов существенной недостоверности отчётных данных и неспособность кредитной организации удовлетворить требования кредиторов по денежным обязательствам. Международное рейтинговое агентство Moody's в связи с потерей ликвидности снизило долгосрочные рейтинги банка в национальной и иностранной валютах до уровнях Caa1, с возможностью понижения. 25 декабря 2008 года Федеральная служба по финансовым рынкам аннулировало выданные «Газинвестбанку» лицензии профессионального участника рынка ценных бумаг на осуществление брокерской, дилерской, депозитарной деятельности и деятельности по управлению ценными бумагами в связи с аннулированием лицензии на осуществление банковских операций.
3 февраля 2009 года Арбитражный суд города Москвы признал «Газинвестбанк» несостоятельным (банкротом). Конкурсным управляющим была назначена государственная корпорация «Агентство по страхованию вкладов». 14 мая 2009 года банк был признан потерпевшим по уголовному делу, возбуждённому по факту хищения у банка денежных средств в размере 223 317 тыс. руб. (ч.4 ст.159 УК РФ, «Мошенничество»). По итогам инвентаризации, завершившейся 20 июля 2009 года, была выявлена недостача на общую сумму 41 874 тыс. руб. По состоянию на 1 октября 2009 года балансовая стоимость активов банка составила 3 477 029 тыс. руб. По состоянию на 1 октября 2009 года конкурсным управляющим установлены требования 355 кредиторов на общую сумму 2 733 922 тыс. руб.
22 сентября 2009 рейтинговое агентство Moody`s понизило долгосрочные рейтинги «Газинвестбанка» в иностранной и местной валюте с уровня Caa1 до уровня С.
В данный момент банк находится в стадии ликвидации.
Официальный сайт банка не функционирует. Владелец домена с 17 июля 2009 года RBS Group Ltd.